# مارد (فلم هندي 1985)
مارد (بالهندية: मर्द) (بالإنجليزية: Mard) بالعربية معناه الرجل هو فيلم أكشن هندي باللغة الهندية عام 1985، من إخراج منموهان ديساي. بطولة أميتاب باتشان وأمريتا سينغ. أعيد إنتاج الفيلم باللغة التاميلية باسم مافيران. رُشح أميتاب باتشان لجائزة فيلم فير لأفضل ممثل. كان مارد ثاني أعلى فيلم ربحًا في العام. وثامن أعلى فيلم ربحًا في الثمانينيات (1980 إلى 1989). علاوة على ذلك، عند تعديل التضخم، يعد مارد أحد أعلى الأفلام ربحًا التي تم إصدارها خلال مهرجان ديوالي، حيث تجاوز صافي إيراداته 450 كرور روبية في الوقت الحاضر.

## القصة
تبدأ أحداث الفيلم في الهند في أوائل القرن العشرين، حيث كانت لا تزال تحت الحكم البريطاني. راجا آزاد سينغ يحبط محاولة جنود بريطانيين لنهب حصن هندي، ويسترد المجوهرات المسروقة. أنجبت زوجته راني دورجا ابنًا اسمه راجو، وأطلق عليه راجا كلمة "مارد" (رجل)، والتي ترمز إلى القوة والشجاعة. السيدة هيلينا، وهي امرأة إنجليزية متعاطفة، تكتشف فظائع الجنود، مما يؤدي إلى توبيخهم.
يتآمر الضباط الإنجليز الجنرال داير والمفتش سيمون، برفقة الطبيب المحلي هاري، للقبض على راجا. يقوم هاري بتخدير راجا، مما يؤدي إلى القبض عليه وسجنه. تنجح راني دورجا في الهروب ولكن يتم إطلاق النار عليها، ويحمل حصانهم الطفل راجو إلى دار للأيتام. تتبنى زوجة الحداد راجو، وتفقد راني دورجا قدرتها على الكلام وتصبح غاسلة. تم تعيين هاري عمدة لخيانته.
ينشأ راجو قويًا، ويعمل سائق تانجا. ويواجه روبي، ابنة هاري، بشأن سلوكها المتهور، مما أدى إلى وقوعها في حبه. يقوم هاري والجنرال داير بهدم أحد الأحياء الفقيرة، لكن راجو يحشد السكان للمقاومة. تتدخل السيدة هيلينا، فتوقف عملية الهدم وتطلق سراح راجو من الاعتقال. محاولات هاري في رشوة راجو والقضاء عليه تفشل.
داني، ابن الجنرال داير، يدير عمليات شريرة، بما في ذلك معسكرات الدم، والعمل القسري، وسجن راجا آزاد سينغ. يتعرف راجو على نسب والده ويخطط لإنقاذه. يقوم داني بالقبض على والدي راجو بالتبني وقتلهما، مما دفع راجو إلى مهاجمة المخيم. يوقع داني في فخ راجو ويقيم قتال مصارعة بين راجو ووالده. يتعرفون على بعضهم البعض أثناء القتال وينقلبون على خاطفيهم.
في المعركة النهائية، هزم راجو وراجا الأشرار، وأنقذا السيدة هيلينا وراني دورجا، وضمنا سقوط هاري وداني ورفاقهما. وينتهي الفيلم بعودة راجو وروبي إلى والدي راجو، في رمز لفجر حركة استقلال الهند.

## الممثلون
- أميتاب باتشان في دور راجو سينغ / مارد تانغوالا
- أمريتا سينغ في دور روبي
- دارا سينغ في دور رجا أزاد سينغ
- نيروبا روي في دور راني دورجا
- بريم شوبرا في دور الدكتور هاري
- كمال كابور في دور الجنرال داير
- بوب كريستو في دور المفتش سيمون
- ساتيندرا كابور في دور الحداد (زوج جامونا)
- مانيك إيراني في دور زبيسكو (مثل مانيك إيراني)
- سيما ديو في دور جامونا
- دان دانوا في دور داني داير
- جوجيندر، جوجيندر شيلي في دور راقص الشوارع "جاكو راخي سايان".
- كيرتي كومار في دور شمشير (ظهور ضيف)
- سي إس دوبي في دور لالاجي (والد العريس) (غير مذكور)
- هيلينا لوك بدور السيدة هيلينا (غير مذكورة)
- شيفراج في دور الكاهن (غير مذكور)

## موقع
تم تصوير فيلم مارد في الغالب في أوتي (بالقرب من موقع ملاعب الجولف التابع لشركة هندوستان فوتو فيلمز) وفي مواقع مختلفة في كرناتكا، مثل لاليتا محل في ميسور وقصر بنغالور.

## الموسيقى التصويرية
أنو مالك ألحقت الموسيقى لـ(مارد). أُصدرت ألبوم الصوت الذي يتكون من 6 أغاني في 7 يونيو 1985 على تي سيريز.اتهم النقاد ديساي باستخدام كلمات ذات معنى مزدوج في أغنية "هوم" لتعبير "بامبو من بامبو لاغايه بايت". ومع ذلك، كانت الأغنية نجاحاً.هذا هو واحد من الأفلام التي لم يغني فيها كيشور كومار لأميتاب باتشان، وكذلك كولي ونصيب، بسبب رفض بچن أن يظهر كضيف في فيلم أنتجته كيشور.
| #  | عنوان                                 | المدة |
| -- | ------------------------------------- | ----- |
| 1. | "Hum To Tambu Mein Bambu"             | 5:52  |
| 2. | "Will You Marry Me"                   | 4:25  |
| 3. | "Buri Nazarwaale"                     | 6:26  |
| 4. | "Mard Tangewala"                      | 5:02  |
| 5. | "Sun Rubia Tumse Pyar Ho Gaya"        | 6:25  |
| 6. | "Maa Sherawaali" (Lyrics by Indeevar) | 8:48  |

## شباك التذاكر
تم افتتاح الفيلم في دور العرض التي بيعت تذاكرها بالكامل تقريبًا وحقق إيرادات بلغت حوالي 16 كرور . 

## روابط خارجية
- مارد على موقع IMDb (الإنجليزية)
- مارد على موقع روتن توميتوز (الإنجليزية)
- مارد على موقع قاعدة بيانات الأفلام العربية
- مارد على موقع أول موفي (الإنجليزية)
- مارد على موقع قاعدة بيانات الفيلم (الإنجليزية)
- مارد على موقع ليتربوكسد (الإنجليزية)
- مارد على موقع كينوبويسك (الروسية)